# Samuela Vunisa

a Compétitions nationales et continentales officielles uniquement.

b Matchs officiels uniquement.
Dernière mise à jour le 26 novembre 2022.
Samuela Newa Vunisa, né le 19 août 1988 à Suva (Fidji), est un joueur italien de rugby à XV. Il évolue au poste de troisième ligne centre avec le Rugby Calvisano dans le Top 12. Il joue également pour la sélection d'Italie.

## Carrière
Samuela Vunisa est originaire des îles Fidji, il connaît des sélections avec l'équipe des Fidji de rugby à XV des moins de 20 ans. En décembre 2014, il épouse une Fidjienne, Vulase Saurago Gucake.
Samuela Vunisa peut évoluer aux postes de troisième ligne centre et de troisième ligne aile.
Samuela Vunisa dispute en Nouvelle-Zélande l'ITM Cup, anciennement appelée NPC (National Provincial Championship), c'est-à-dire le Championnat National des Provinces, avec la fédération régionale de Taranaki.
Samuela Vunisa part ensuite en Europe jouer avec le club italien du Rugby Calvisano avant d'évoluer deux années au Zebre qui dispute le Pro12.
Samuela Vunisa honore sa première cape pour l'équipe italienne le 22 novembre 2014 à Padoue face à l'Afrique du Sud.
Il est retenu pour disputer le Tournoi des Six Nations 2015, il joue quatre rencontres.
En mars 2015, il signe un contrat pour rejoindre en 2015-2016 le club anglais des Saracens.

## Statistiques en équipe nationale
Au 25 octobre 2018, Samuela Vunisa  compte 11 sélections depuis sa première sélection le 22 novembre 2014 contre l'Afrique du Sud.
Il compte une sélection en 2014 et dix en 2015.
Samuela Vunisa participe à une édition du Tournoi des Six Nations en 2015.
Samuela Vunisa participe à une édition de la coupe du monde. En 2015, il joue lors de trois rencontres, face à la France, le Canada et la Roumanie.